# Jijoca de Jericoacoara
Jijoca de Jericoacoara là một đô thị thuộc bang Ceará, Brasil. Đô thị này có diện tích 201,858 km², dân số năm 2007 là 15442 người, mật độ 76,5 người/km².